# گوموش‌تپه (مرزیفون)
گوموش‌تپه (به ترکی استانبولی: Gümüştepe) یک منطقهٔ مسکونی در ترکیه است که در مرزیفون واقع شده‌است.